# Plakinidae
Famille
Genres de rang inférieur
- Corticium Schmidt, 1862
- Placinolopha Topsent, 1897
- Plakina Schulze, 1880
- Plakinastrella Schulze, 1880
- Plakortis Schulze, 1880

Synonymes
- Corticiidae Vosmaer, 1887[2]
- Placinidae Topsent, 1890[2]

La famille des Plakinidae est une famille d'éponges marines.

## Liste des genres
Selon BioLib (18 avril 2018) :
- genre Corticium Schmidt, 1862
- genre Placinolopha Topsent, 1897
- genre Plakina Schulze, 1880
- genre Plakinastrella Schulze, 1880
- genre Plakortis Schulze, 1880
- genre Pseudocorticium Boury-Esnault, Muricy, Gallissian & Vacelet, 1995

Selon Catalogue of Life (18 avril 2018) :
- genre Aspiculophora
- genre Corticium
- genre Placinolopha
- genre Plakina
- genre Plakinastrella
- genre Plakortis
- genre Tetralophophora

Selon ITIS (18 avril 2018) :
- genre Corticium Schmidt, 1862
- genre Oscarella Vosmaer, 1884
- genre Placinolopha Topsent, 1897
- genre Plakina Schulze, 1880
- genre Plakinastrella Schulze, 1880
- genre Plakortis Schulze, 1880
- genre Pseudocorticium Boury-Esnault, Muricy, Gallissian & Vacelet, 1995

Selon World Register of Marine Species (18 avril 2018) :
- genre Aspiculophora Ruiz, Muricy, Lage, Domingos, Chenesseau & Pérez, 2017
- genre Corticium Schmidt, 1862
- genre Placinolopha Topsent, 1897
- genre Plakina Schulze, 1880
- genre Plakinastrella Schulze, 1880
- genre Plakortis Schulze, 1880
- genre Plakostrella Gazave, Lapébie, Ereskovsky, Vacelet, Renard, Cardenas & Borchiellini, 2012
- genre Tetralophophora Rützler, Piantoni, van Soest & Díaz, 2014
- genre Tetralophosa Gazave, Lapébie, Ereskovsky, Vacelet, Renard, Cardenas & Borchiellini, 2012